# Comitancillo
Comitancillo é uma cidade da Guatemala do departamento de San Marcos.